# Deira City Centre
25°15′05″ пн. ш. 55°19′56″ сх. д. / 25.251388888889° пн. ш. 55.332222222222° сх. д.

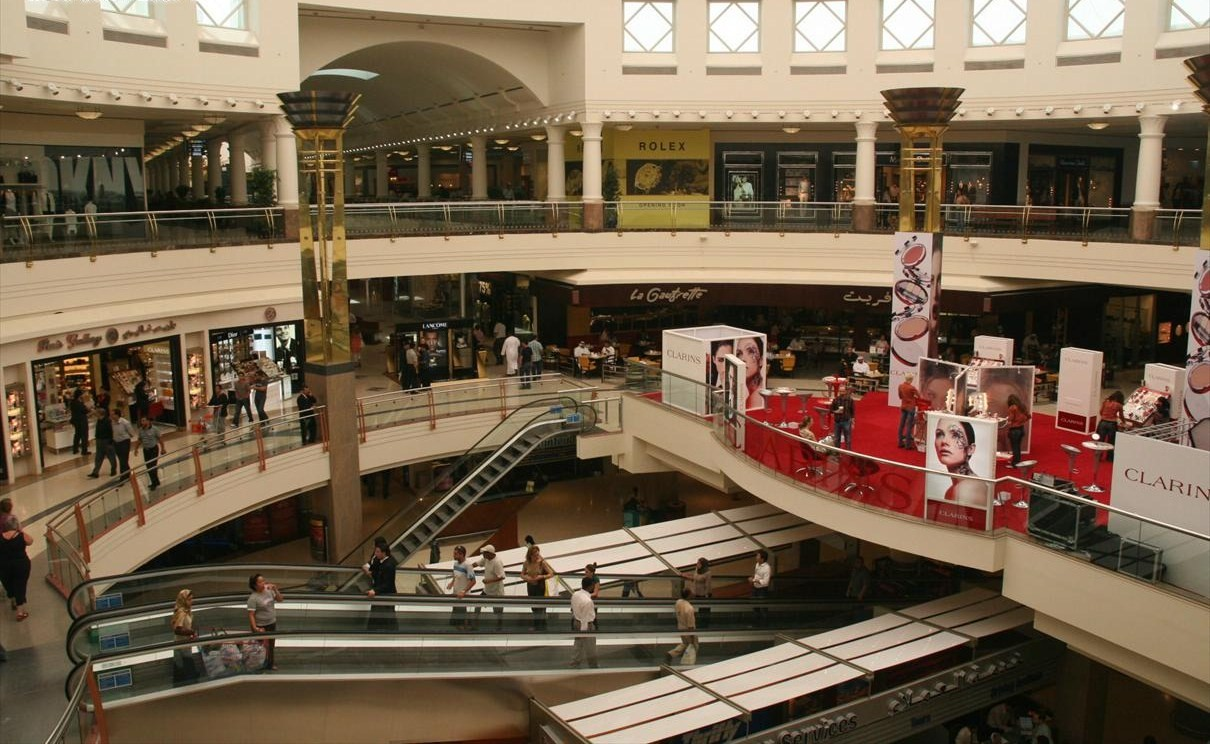
Інтер'єр Deira City Centre у 2007

Дейра Сіті Центр (англ. Deira City Centre, араб. ديرة سيتي سنتر — Великий торговий центр в районі Дейра (Дубай, ОАЕ). Відкритий у 1996. Площа торгового центру 121 000 м², в ньому розміщено понад 340 магазинів. Середньорічний трафік відвідувачів – 20 мільйонів осіб.
«Дейра Сіті Центр» побудований та керується компанією Majid Al Futtaim Group. Об'єднаний в один комплекс із готелем City Center Hotel. Біля торгового центру розташовані червона лінія метрополітену та однойменна станція.

## Магазини
- Продуктовий гіпермаркет Carrefour — якірний орендар.